# جون ستيوارت ميلر
جون ستيوارت ميلر هو سياسي كندي، ولد في 17 سبتمبر 1844 في كندا، وتوفي في 25 أبريل 1936 في كندا. حزبياً، نشط في حزب أونتاريو المحافظ التقدمي. وقد انتخب عضو برلمان مقاطعة أونتاريو.